# Франсіс Смерецкі
Франсіс Смерецкі (фр. Francis Smerecki, 25 липня 1949, Ле-Ман — 7 червня 2018) — французький футболіст, що грав на позиції півзахисника. По завершенні ігрової кар'єри — тренер, зокрема відомий роботою з юнацькими збірними Франції.

## Ігрова кар'єра
У дорослому футболі дебютував 1968 року виступами за команду «Парі-Неї», в якій провів один сезон, взявши участь в 11 матчах чемпіонату. 
Своєю грою за цю команду привернув увагу представників тренерського штабу клубу «Ле-Ман», до складу якого приєднався 1969 року. Відіграв за команду з Ле-Мана наступні п'ять сезонів своєї ігрової кар'єри. Більшість часу, проведеного у складі «Ле-Мана», був основним гравцем команди.
Протягом 1974—1977 років захищав кольори клубу «Лаваль», після чого уклав контракт з клубом «Париж», у складі якого провів наступні два роки своєї кар'єри гравця.
1979 року перейшов до «Ліможа», за який відіграв останні п'ять сезонів ігрової кар'єри.

## Кар'єра тренера
Розпочав тренерську кар'єру відразу ж по завершенні кар'єри гравця, 1984 року, очоливши тренерський штаб «Ліможа», де пропрацював протягом року.
Згодом протягом 1985–1993 років тренував команди «Дюнкерка» і «Валансьєнна», після чого очолив тренерський штаб «Генгама». У цій команді пропрацював шість років. 1995 року був визнаний Тренером року у Франції, а наступного року здобув Кубок Інтертото.
Пізніше, у 1999–2004 роках, тренував «Гавр», «Нансі» та «Лаваль», після чого протягом десяти років працював з юнацькими збірними Франції різних вікових категорій.
2011 року керував діями збірної Франції U-20 на тогорічному молодіжному чемпіонаті світу, де вона посіла четверте місце.
Помер 7 червня 2018 року на 69-му році життя.

## Титули і досягнення

### Як тренера
- Володар Кубка Інтертото (1):

«Генгам»: 1996
- Чемпіон Європи (U-19): 2010